# رودخانه اوب
رودخانه اوب (به انگلیسی: Ub (river)) رودخانه‌ای است که در صربستان جریان دارد.